# Neoarachnotheca keratinophila
Neoarachnotheca keratinophila är en svampart som beskrevs av Ulfig, Cano & Guarro 1997. Neoarachnotheca keratinophila ingår i släktet Neoarachnotheca och familjen Onygenaceae.   Inga underarter finns listade i Catalogue of Life.